# Kitty Zijlmans
Kitty Zijlmans (Den Haag, 2 maart 1955) is een Nederlands kunsthistorica en is emeritus hoogleraar hedendaagse kunstgeschiedenis aan de Universiteit Leiden.

## Biografie
Kitty Zijlmans kreeg van huis uit liefde voor kunst mee. Haar vader was etaleur. In 1974 ging ze kunstgeschiedenis studeren aan de Universiteit Leiden. Ze deed in totaal zeven jaar over haar studie en verkreeg in de jaren tachtig aan diezelfde universiteit een functie als docent. In 1989 rondde Zijlmans haar doctoraal af over kunstgeschiedenis en systeemtheorie. In de loop der jaren had ze aan de universiteit vele tijdelijke aanstellingen.
Zijlmans werd in 2000 aangesteld als hoogleraar hedendaagse kunstgeschiedenis. Ze was tussen 2000 en 2004 voorzitter van bestuur van het Kunsthistorisch Instituut en was ze in 2005 visiting professor aan de Universiteit van Californië - Berkeley. Tussen 2006 en 2010 was ze lid van de Commissie Beeldende Kunst en Vormgeving bij de Raad voor Cultuur. Sinds 2010 is Zijlmans ook lid bij het KNAW.
In haar werk maakte Zijlmans zich hard voor een sterkere verbinding tussen kunst en wetenschap. Zo zette ze samenwerkingen op tussen met kunstenaars en musea. Ook wist ze een impuls te geven aan theorievorming binnen de opleiding kunstgeschiedenis. Zelf sprak ze dan ook liever over haar vak als kunstwetenschap in plaats kunstgeschiedenis. Daarnaast verzette Zijlmans zich ook tegen het dominante beeld van de westerse kunst die de kunstwereld beheerst. Sinds november 2021 is ze met emeritaat.

## Geselecteerde bibliografie
- i.s.m. Helen Westgeest: Mix & Stir: New Outlooks on Contemporary Art from Global Perspectives (2021).
- Elementaire deeltjes 60 - Kunstgeschiedenis (2018).
- i.s.m. Robert Zwijnenberg: Contemporary Culture: New Directions in Arts and Humanities Research (2013).
- ‘Art History in the Netherlands: The Past and Present of the Discipline’, in: Matthew Rampley e.a. (red.), Art History and Visual Studies in Europe. Transnational Discourses and National Frameworks (2012).
- i.s.m. Wilfried van Damme (red.), World Art Studies: Exploring Concepts and Approaches (2008).
- ‘Die Welt im Blickfeld. Unterwegs zu einer global orientierten Kunstgeschichte’, in: Claus Volkenandt (Ed.), Kunstgeschichte und ‘Weltgegenwartskunst’. Konzepte – Methoden – Perpektiven, 2004: 243-259.